# Ramses III.
Ramses III. (* um 1221 v. Chr.; † 7. April 1156 v. Chr.) war ein altägyptischer König (Pharao) der 20. Dynastie (Neues Reich). Er übernahm am 17. Peret III (18. Dezember) 1188 v. Chr. die Regentschaft, wurde am 26. Schemu I (25. Februar) 1187 v. Chr. gekrönt und regierte bis 1156 v. Chr.

## Weitere Namen
- Horusname: Mit großem Königtum, auch Kraftvoller Löwe, mit starkem Arm, Herr von Schlagkraft, der die Asiaten gefangennimmt, oder Mit herrlichen Denkmälern, der den Allherrn mit seinen Wohltaten zufriedenstellt, oder Der Ägypten erweitert, mit reichlicher Schlagkraft, mit starkem Arm, der die Libyer tötet, oder Stier mit starkem Arm, der die beiden Hörner schärft, mit fester Willenskraft, mit großer Kraft auf dem Schlachtfeld der Tapferkeit, oder Kraftvoller Stier, mit mächtiger Schlagkraft, mit starkem Arm, vor dem Furcht herrscht in den Ländern und den Fremdländern, der die Libyer vernichtet, oder Mit mächtiger Kraft, der Hunderttausende angreift, der die ihn Angreifenden vereint niederzwingt unter seine Sohlen, oder Mit zahlreichen Denkmälern, bzw. Herr von Sedfesten wie Tatenen, der Mit glänzenden Erscheinungen (oder: Kronen), oder Schön auf dem Thron wie der Sohn der [Göttin] Isis, oder Herr von Lebenszeiten wie sein Vater Re, oder Sohn des Amun (…), oder König mit großen Denkmälern und großen Wundertaten, der Karnak füllt zugunsten seines Namens, oder Der die Erscheinungen groß macht wie der Horizontische, indem er erstrahlt, das Leben der Untertanen, oder Schön als König wie Atum, den man liebt und begehrt wie die Majestät des Re
- Nebtiname: Groß an Sedfesten wie (Ptah-)Tatenen, auch Reich an Kraft wie sein Vater Month, Vernichter der Neun Bogen, Bezwinger in ihrem Land, oder Der die Maat vollzieht für die (Götter-)Neunheit, der die Tempel jeden Tag festlich macht, oder Groß an Sedfesten wie Tatenen, der die Libyer niedertritt zu Leichenhaufen an ihrem Platz
- Goldname: Reich an Jahren wie Atum, auch Göttlich bei seinem Hervorkommen aus dem Mutterleib, treffliches und verständiges Ei (das bedeutet: noch ungeborener König des Harachte), oder Schön und kraftvoll als Abbild der Götter und Göttinnen, der ihre Opfer vermehrt, oder Tapferer, Besitzer von starken Armen, der die Grenzen nach seinem Belieben setzt im Rücken seiner Feinde

## Familie
Ramses III. war der Sohn und Nachfolger von Sethnacht. Seine Große königliche Gemahlin war Isettahemdjert, die Tochter einer Fremden mit akkadischem Namen, Habasillatu. Da zwei seiner Söhne als Erstgeborene bezeichnet werden und folglich verschiedene Mütter haben müssen, wird in der Forschung mindestens eine Nebenfrau Ramses III. angenommen, deren Name jedoch nicht bezeugt ist. Als Söhne gelten unter anderem die Prinzen Amunherchepeschef (mit Grab QV55 im Tal der Königinnen), Chaemwaset, ein weiterer Amunherchepeschef (der spätere Ramses VI.), Sethherchepeschef (der spätere Ramses VIII.), Ramses Meriatum und der Nachfolger als Pharao, Ramses IV. Bis auf die drei Nachfolger wurden alle Prinzen im Tal der Königinnen bestattet.
Eine Nebenfrau, Teje, gebar ihm einen namentlich nicht weiter bekannten Sohn, der in den Prozessakten der Haremsverschwörung (s. u.) als „Pentawer“ bezeichnet wird.

## Herrschaft

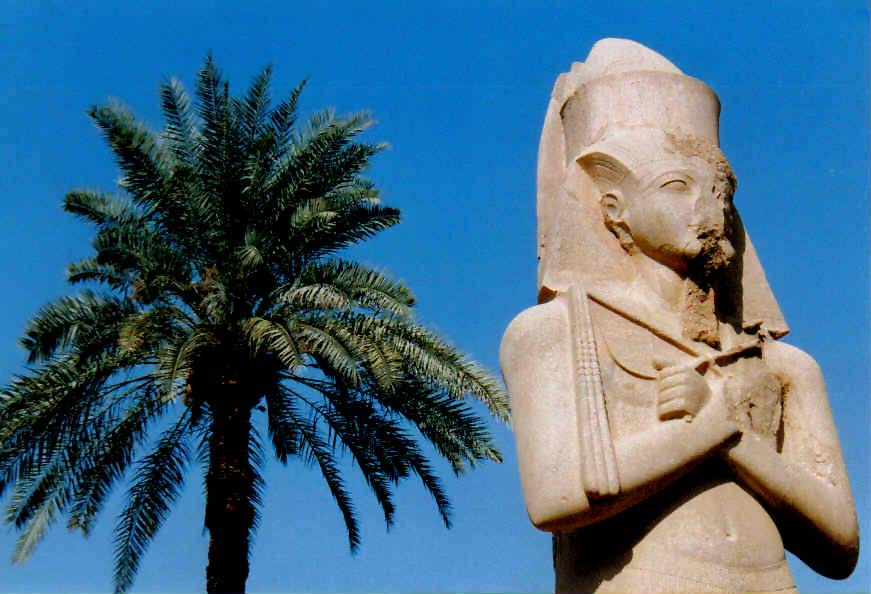
Statue Ramses III. in Luxor

Die Datierung der Regierungszeit von Ramses III. beruht auf einer Inschrift aus dem siebten Regierungsjahr: Am 9. Schemu III ruhte Amun-Re, der Götterkönig, im Haus der Millionen von Jahren von Ramses III. im Tempel des Amun im Westen von Theben. Der Ägyptologe Rolf Krauss verweist in diesem Zusammenhang auf den Festkalender und die zugehörige Verbindung zum altägyptischen Mondkalender. Das Ruhen des Amun-Re ist im zweiten und dritten Monat der Jahreszeit Schemu traditionsgemäß an einen Neumondtag gebunden, weshalb für das Datum des 9. Schemu III nur 1181 v. Chr. als siebtes Regierungsjahr in Frage kommt. In Addition der verstrichenen sechs Regierungsjahre ergibt sich 1187 v. Chr. als Zeitpunkt der Krönung, die Ramses III. am 26. Schemu I als Vereinigungs- und Krönungsfest feierte.

### Verteidigungskämpfe
Ägypten war in der Zeit seiner Regentschaft von auswärtigen Kräften bedroht. Zwar sind angebliche wiederholte Vorstöße libyscher Stämme (darunter die Isabaten), zweifelhaft, da die Schilderung eines Libyen-Kriegs im 5. Jahr der Herrschaft Ramses III. sehr starke Parallelen zum Libyerkrieg des Merenptah aufweisen und die Darstellung in Medinet Habu demnach vom Tempel des Merenptah kopiert sein könnten. Beschrieben wird dort auch ein weiterer Sieg gegen erneut vorstoßende Libyer im 11. Regierungsjahr, dessen Historizität strittig ist.
Die „Seevölker-Attacken“ zu See und – vom syrisch-kanaanitischen Raum aus – zu Lande haben sich aber sehr wahrscheinlich tatsächlich in der Zeit Ramses III. ereignet.

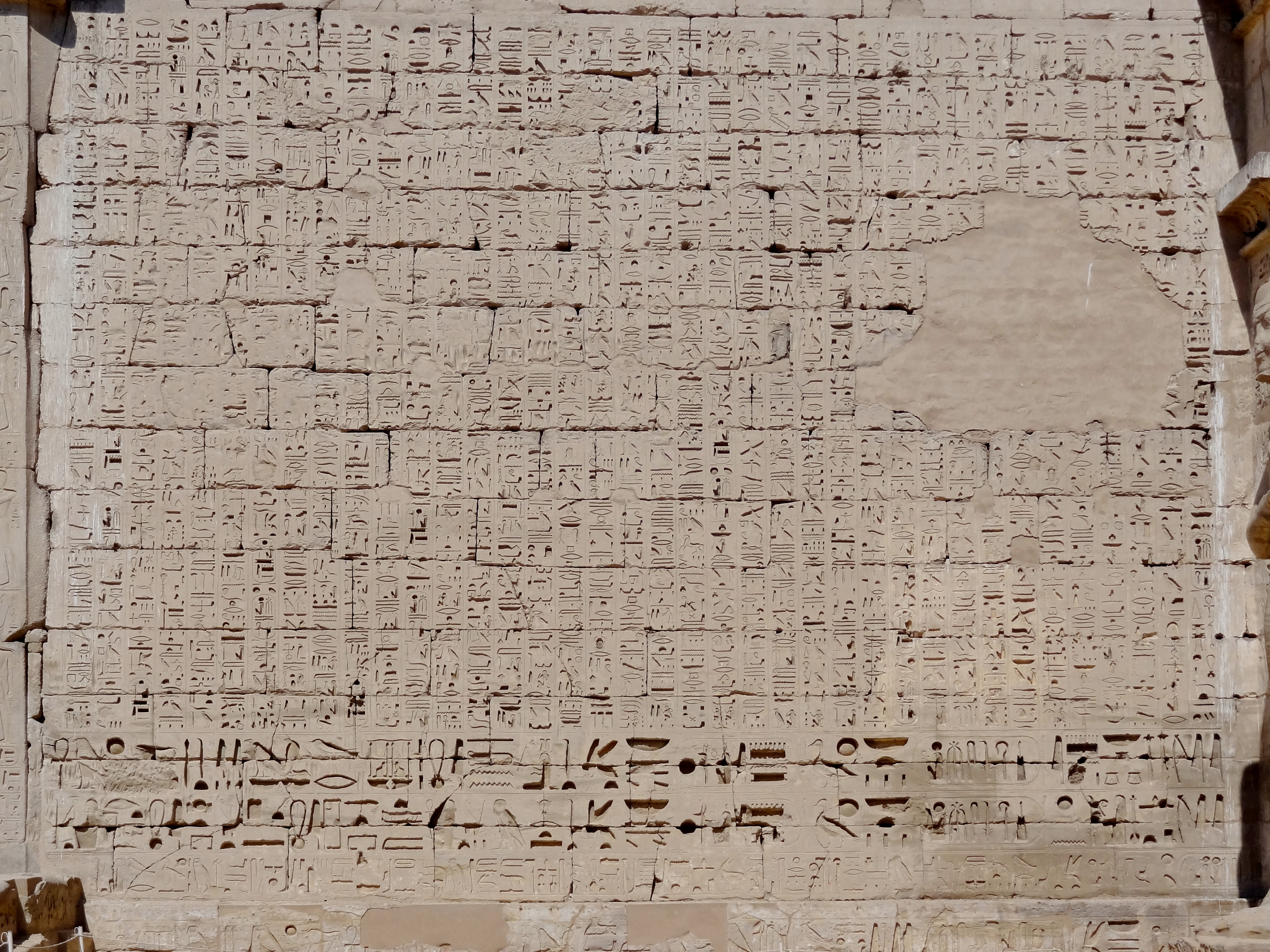
Schilderung des Sieges über die Seevölker im Totentempel Ramses’ III.

Demnach griff im 8. Jahr seiner Regierung ein Bündnis von Völkern Ägypten an, deren ursprüngliche Herkunft als „auf den Inseln inmitten des Meeres“ beschrieben wird. Zuvor sollen diese von der modernen Forschung als „Seevölker“ bezeichneten Aggressoren nach ägyptischer Schilderung eine Reihe von Ländern im östlichen Mittelmeer bezwungen haben, darunter Arzawa, das Hethiterreich, Alašija, Karkemisch und Amurru. Ausführlich wird eine Seeschlacht geschildert, in der die Seevölker im Nildelta in die Falle gelockt und geschlagen wurden.
Der Große Papyrus Harris, der kurz nach dem Tode Ramses III. entstand, erwähnt ebenfalls Kämpfe gegen Seevölker und berichtet von einem Versuch dieser Völker, zu Lande in Ägypten einzudringen. Die unmittelbare Gefahr für Ägypten konnte Ramses III. zwar abwenden, trotzdem büßte sein Land an Macht ein. Sowohl Palästina, wo er die beiden Seevölker, die Peleset (Philister) und Tjeker, ansiedelte, wie auch Syrien gingen in der Folge verloren.

### Bautätigkeit

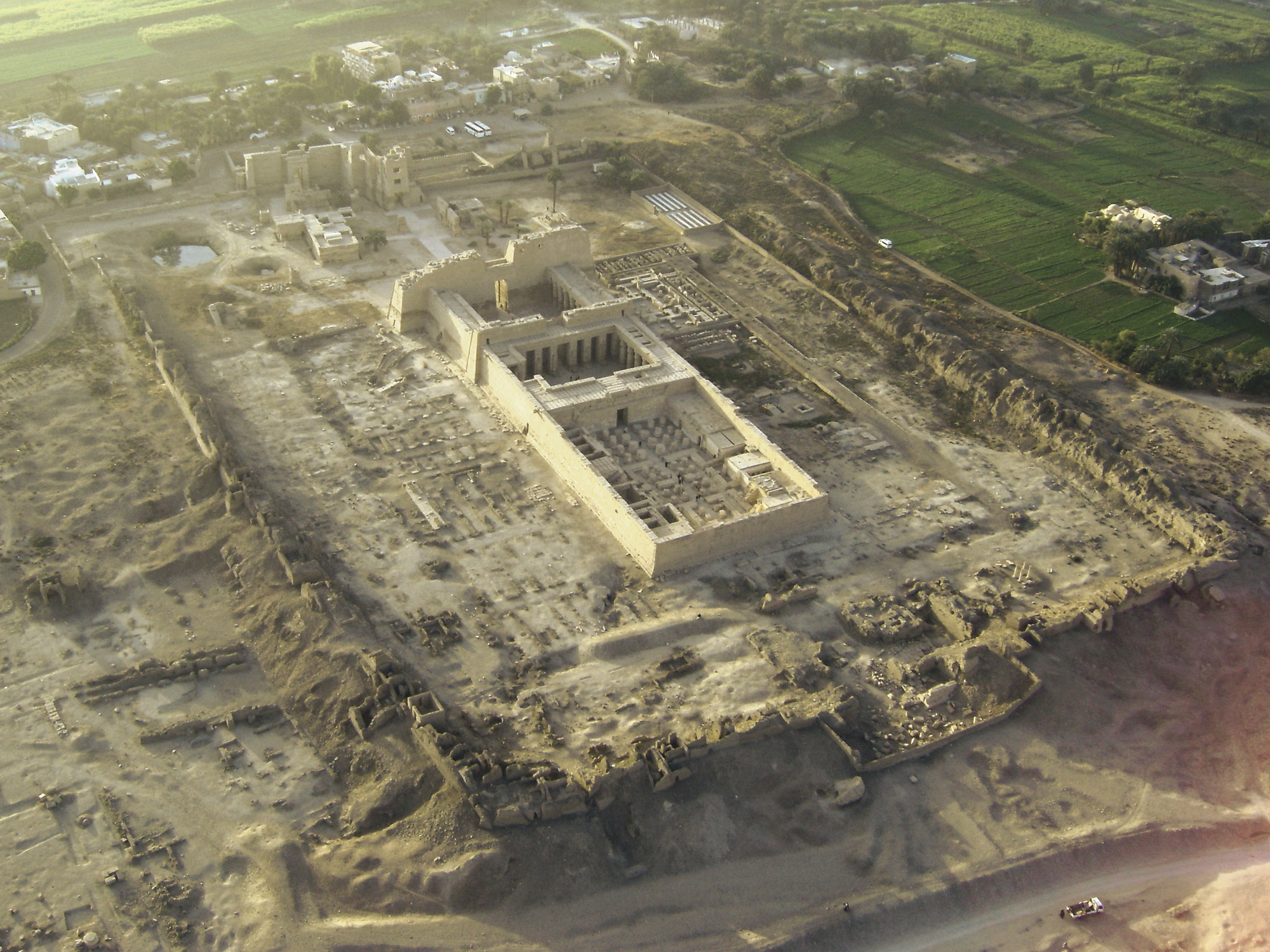
Totentempel Ramses’ III. in Medinet Habu

Zeugnisse seiner umfangreichen Bautätigkeit finden sich insbesondere in Abydos, Athribis, Heliopolis, in Karnak und Luxor sowie in Theben-West. Berühmt ist das eindrucksvolle „Haus der Millionen Jahre“ in Medinet Habu, das noch zu Lebzeiten des Königs fertiggestellt wurde. Es diente als Kultstätte für Amun-Re und den mit ihm vereinten König und zeugt in Inschriften wie Monumentalreliefs von dessen kriegerischen Taten. Allerdings wurde dabei offenbar einiges von Monumenten des Ramses II. kopiert. So wird am Hohen Eingangstor ein Feldzug gegen Amurru und Hatti angedeutet, der über Syrien bis nach Kleinasien geführt haben müsste. Ein solcher kann jedoch unmöglich in der Zeit Ramses’ III. stattgefunden haben.
Das Baumaterial für die Tempelanlage stammte aus den großen Sandsteinbrüchen in Dschabal as-Silsila. Nach Fertigstellung ließ Ramses III. dort zwei Stelen aufstellen, die ihn wahlweise mit Amun-Re und Hapi sowie mit der thebanischen Triade Amun, Mut und Chons zeigen. In diesem Zusammenhang vermerkte der König in seinem Festkalender den 15. und 16. Schemu III als zusätzliche Festtage, an denen sowohl in Dschabal as-Silsila als auch im Karnak-Tempel Opferfeste für Amun-Re, Hapi und Mut gefeiert werden sollten.
Bei der Errichtung des Grabes im Tal der Könige und der Prinzengräber im Tal der Königinnen kam es zum ersten dokumentierten Streik in der Geschichte (Streik von Deir el-Medineh). Im 29. Regierungsjahr, am 10. Peret II (4. November) 1159 v. Chr., legten hungrige Arbeiter ihre Bautätigkeit nieder. Zu dieser Zeit wurden die Arbeiter auf der Basis von Getreideeinheiten, also mit Lebensmitteln, bezahlt. Ihre Beschwerde Wir sind hungrig! ist in dem Papyrus dokumentiert, das im Museo delle antichità egizie di Torino unter der Inventarnummer p1880 aufbewahrt wird.

### Innenpolitik

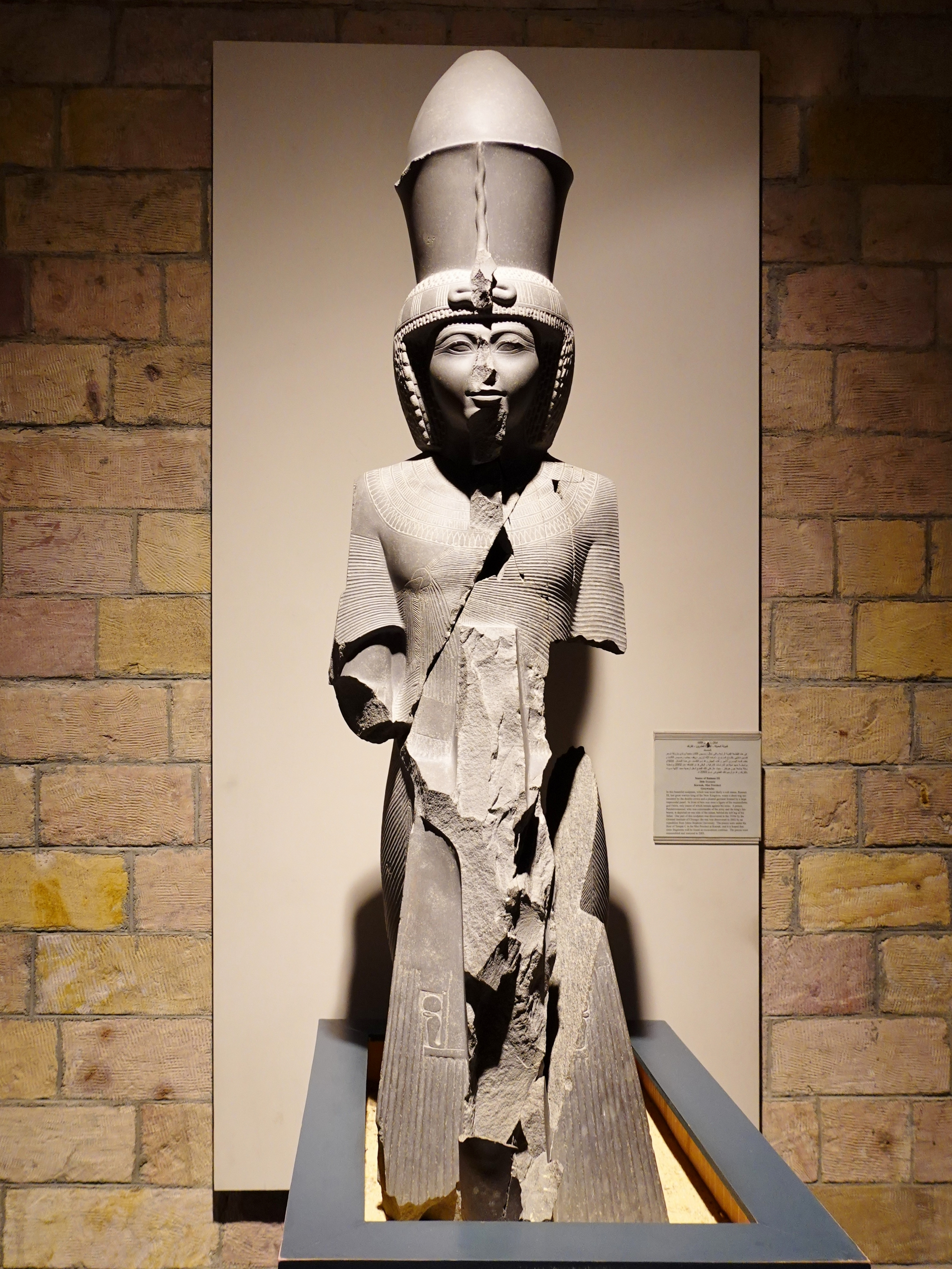
Statue Ramses’ III. aus dem Tempel C des Mut-Bezirks im Tempel von Karnak

Als Wesire während der Regierung Ramses III. sind Hori und Ta bekannt, Vizekönig von Kusch (Nubien) war Hori III., Bürgermeister von Theben war Paser und Hohepriester des Amun in Theben waren Bakenchons, Usermaatrenacht und Ramsesnacht.
Abgesehen von den umfangreichen Schenkungen zugunsten der Götter, deren Mitwirken es dem König ermöglicht, das Böse (Isfet) abzuwehren und Maat zu verwirklichen, ist die Innenpolitik nur bruchstückhaft dokumentiert.
Seine Großzügigkeit sicherte Ramses III. die Unterstützung einer mächtigen Priesterschaft. Vor allem die großen Tempelbezirke in Karnak und Medinet Habu, in Heliopolis und Memphis wurden reich mit Ländereien, Landarbeitern und Handwerkern, Lebensmittellieferungen, Edelmetallen, Kupfer und Steuereinnahmen bedacht. Laut dem Papyrus Harris I des British Museum, der eine detaillierte Liste der königlichen Geschenke enthält, besaß allein der Amuntempel in Karnak am Ende der Regierungszeit 86 486 Leute, 433 Gärten, 83 Transportschiffe, 46 Werften, 65 Städte und Dörfer, davon 9 in Palästina, 421 362 Rinder sowie einen Bodenbesitz von 864 168 Aruren, was einem Zehntel des fruchtbaren Ackerlandes entsprach.
Unter den schwachen Nachfolgern vergrößerte sich der Besitzstand des Amun-Re noch erheblich durch weitere reguläre Zuwendungen, Immunitätsdekrete und Sonderstiftungen, so dass gegen Ende der 21. Dynastie die Domäne des Gottes nahezu deckungsgleich mit Oberägypten war. Zu diesem Zeitpunkt war der Hohepriester des Amun-Re faktisch Herrscher von Theben, während der in Tanis oder Memphis residierende Pharao nur noch nominell als König von Ober- und Unterägypten galt.

## Haremsverschwörung

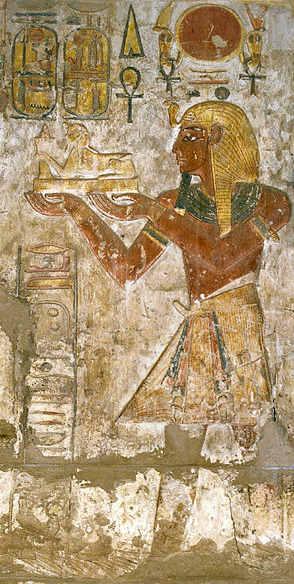
Ramses III. im Chonstempel von Karnak

Mehrere Dokumente aus der Zeit des Nachfolgers Ramses IV. schildern ein Gerichtsverfahren, bei dem es um eine Verschwörung ging, an der Mitglieder der königlichen Familie, Konkubinen des Königs sowie hohe Würdenträger des Hofes, der Armee und der Haremsverwaltung beteiligt waren.
Als Urheber der Verschwörung gelten eine Nebenfrau des Königs, Teje, und deren Sohn (in den Urkunden als Pentawer bezeichnet). Umstritten ist, ob Ramses III. im 32. Jahr seiner Regierung dieser Intrige zum Opfer fiel: man kann nämlich nicht ausschließen, dass die Verschwörer nicht etwa planten, den ohnehin schwerkranken König (er litt an einer fortgeschrittenen Arteriosklerose) zu ermorden, sondern seinen natürlichen Tod nutzen wollten, den Sohn Tejes auf den Thron zu bringen. 2012 durchgeführte computertomografische Untersuchungen an der Mumie zeigten einen tiefen Halsschnitt, der nahelegt, dass der Pharao ermordet wurde.
Ankläger war der bereits verstorbene Ramses III. Grund dafür ist der Glaube der Ägypter, der zum Gott gewordene König lenke auch nach seinem Tod das Geschehen im Diesseits. Der Tote beauftragte also das Gericht, die Schuldigen ausfindig zu machen und zu verurteilen. Zwei Richter standen später selbst vor Gericht, da sie mit den Ehefrauen einiger Angeklagter an einem Gelage teilgenommen hatten.
Bis auf einen Angeklagten wurden alle Verschwörer schuldig gesprochen. Die Strafen reichten vom Abschneiden der Nase und der Ohren bis zur Hinrichtung oder, bei einigen hohen Würdenträgern, dem Befehl zum Selbstmord. Auch Pentawer wurde für schuldig erklärt: „[die Richter] ließen ihn [allein] in seinem Raum; er nahm sich das Leben.“ Welche Strafe über Teje verhängt wurde, geht aus den erhaltenen Dokumenten nicht hervor.
Das Todesdatum 15. Schemu III (7. April) 1156 v. Chr. fiel auf den ersten Feiertag des Opferfestes für die Gottheiten Amun-Re und Hapi. Verschiedene Ägyptologen vermuteten dennoch einen Zusammenhang mit den Feierlichkeiten des Talfestes, da es das letzte protokollierte Fest in zeitgenössischen Quellen war:

„Mögest du hervorkommen und eintreten in die Totenstadt von Theben, ohne dass dein Schritt auf ihrem Friedhof behindert wird. Mögest du im Gebiet des Westens Thebens stehen an jenem Tage der Wasserfahrt. Mögest du den König der Götter in seinem großen Geheimnis, den Vater der Götter in seiner herrlichen Gestalt erblicken. Mögest du im Tempel unter den Seligen zum Herrn der Götter gehen am Talfest.“

Das Talfest war von Ramses III. als zweitägige Feier für den zweiten Monat der Jahreszeit Schemu angesetzt. Um einen Zusammenhang zum Talfest herzustellen, entwarfen James H. Breasted und Hans Goedicke die These, dass Ramses III. die Palastintrige 21 Tage schwer verletzt überlebt habe. Demnach wäre der Anschlag am 23./24. Schemu II erfolgt, was einen Talfesttermin um den 21. Schemu II voraussetzt. Belege oder Hinweise für diese Annahme konnten weder Breasted noch Goedicke nennen. Allerdings wäre ihre Vermutung mit den an der Mumie gefundenen Verletzungen (s. o.) kompatibel. Erik Hornung und Wolfgang Helck lehnen aufgrund der langen Zeitspanne zwischen Festbeginn und dem Tod von Ramses III. sowie wegen der fehlenden Hinweise die Theorie einer Talfest-Palastintrige im 32. Regierungsjahr ab.
Rolf Krauss sieht die Möglichkeit eines Talfestzusammenhangs nur dann gegeben, falls das einen Monat zuvor stattfindende Minfest gemeinsam mit dem Talfest verschoben wurde. Das Minfest war wie das Talfest an den Mondkalender gebunden, weshalb eine Verschiebung unter diesen Umständen ausgeschlossen werden kann. Außerdem verweist Rolf Krauss auf den Inhalt eines Graffitos aus dem siebten Regierungsjahr von Ramses III. mit den dort für den 9. Schemu III. belegten Opfergaben an Amun-Re. Da sich im ägyptischen Mondkalender nach jeweils 25 Jahren die Monddaten wiederholen, muss im 32. Regierungsjahr von Ramses III. entgegen der Annahme von Breasted und Goedicke der 9. Schemu III. erneut als Feiertag in Verbindung mit der Gottheit Amun-Re Bestandteil eines Festaktes gewesen sein. In den Angaben des siebten Regierungsjahres wird das Talfest aber nicht erwähnt.

## Todesursache und Mumie

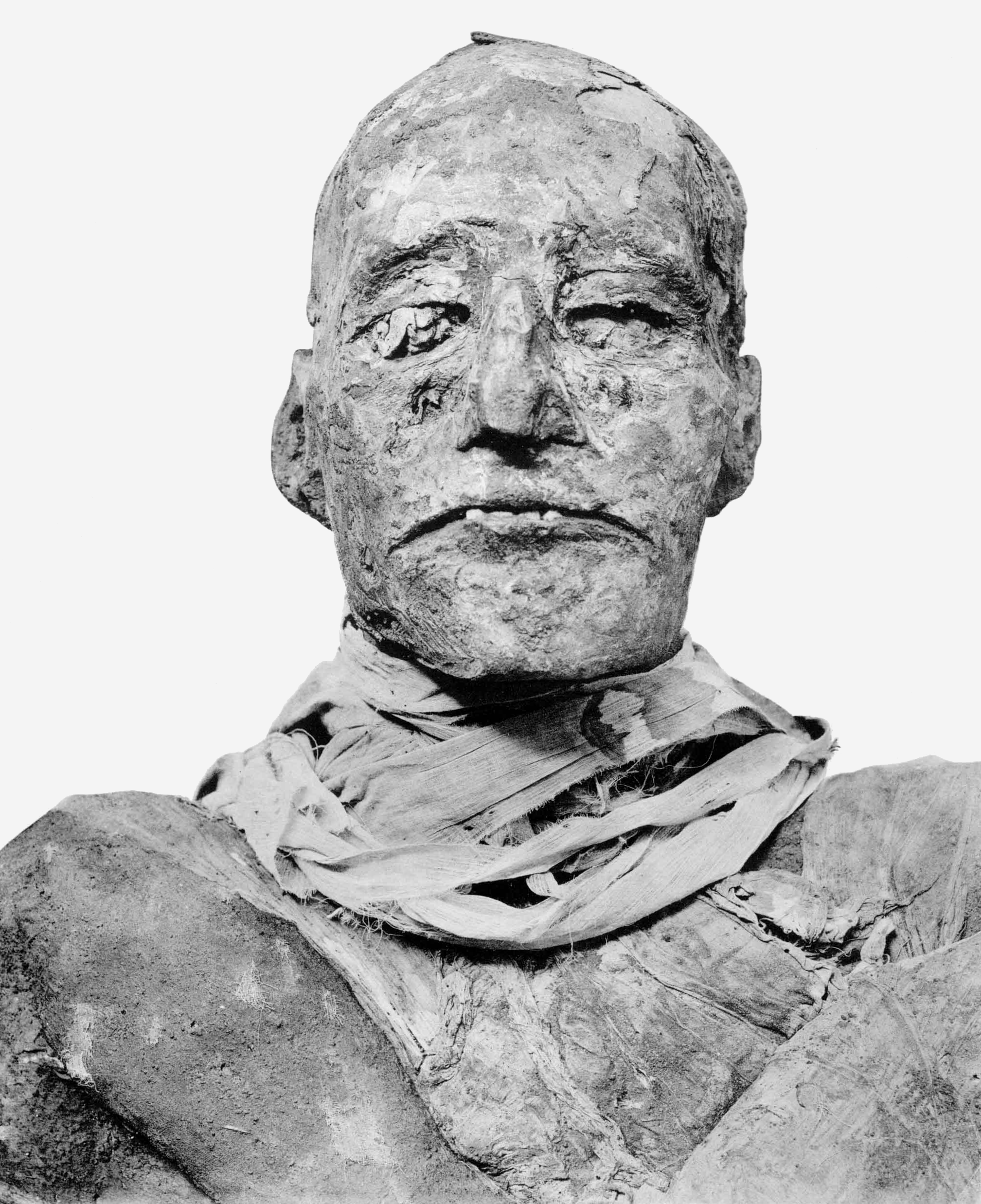
Kopf der Mumie

Untersuchungen der Mumie Ramses III. mit einem Computertomographen haben eine 7 cm breite Wunde am Hals des Königs gezeigt, die ansonsten von den Mumienbinden verdeckt ist, welche aus konservatorischen Gründen nicht entfernt werden können. Es wurde dabei festgestellt, dass sowohl die Speiseröhre als auch die Luftröhre und alle Blutgefäße im Bereich des fünften bis siebten Halswirbels komplett durchtrennt wurden. Die Mediziner urteilten, dass eine derartige Wunde direkt zum Tode führe. Dass die Verletzung durch die Einbalsamierung hervorgerufen wurde, gilt als fast ausgeschlossen, da es sich um eine einmalige Erscheinung handelt. Bei der Einbalsamierung wurde auch ein Horusamulett mit einem Durchmesser von 15 mm in der Wunde platziert, was der Heilung von Wunden dienen sollte. Diese Untersuchung konnte zwar nicht die genauen Umstände des Todes klären, doch wird eine Verschwörung und ein damit verbundener gewaltsamer Tod nach Aussagen von Wissenschaftlern so immer wahrscheinlicher.
Die Mumie des Königs wurde nach 74 Tagen am 24. Achet I (20. Juni) 1156 v. Chr. in Grab KV11 im Tal der Könige beigesetzt. Untersuchungen seiner Mumie zeigen, dass Ramses III. etwa 65 Jahre alt wurde. Aufgrund der Aktivitäten von Grabräubern betteten Priester in der 22. Dynastie unter König Scheschonq I. die Mumie in die Cachette von Deir el-Bahari (DB/TT320) um. Sie befindet sich seit dem 3. April 2021 (Goldene Parade der Pharaonen) mit der Inventarnummer CG61083 im Nationalmuseum der ägyptischen Zivilisation in Kairo. Die Wanne des Sarkophages ist im Pariser Louvre ausgestellt, während sich der Deckel in Cambridge befindet.

## Dokumentationen
- Verschwörung im Harem - Ramses III. (Cold Case: Ramses III. – Verschwörung im Harem.)  TV-Dokumentation von Keti Vaitonis, ZDF D  2021.